# Teoria gravitației în formulare gauge
Teoria gravitației în formulare gauge (GTG) (în engleză gauge theory gravity) este o teorie a gravitației exprimată în limbajul matematic al algebrei geometrice. Pentru cei familiarizați cu relativitatea generală, aceasta este foarte asemănătoare cu formalismul tetradic, deși există diferențe conceptuale semnificative. Cel mai notabil, fundalul în GTG este plat, având un spațiu-timp Minkowski. Principiul echivalenței nu este presupus, ci derivă din faptul că derivata covariantă gauge este cuplată minim. Asemenea relativității generale, ecuațiile structurale identice cu ecuațiile lui Einstein sunt derivate dintr-un principiu variațional. Un tensor de spin poate fi, de asemenea, formulat într-un mod similar teoriei Einstein–Cartan–Sciama–Kibble. GTG a fost propusă pentru prima dată de Lasenby, Doran și Gull în 1998 ca o completare a unor rezultate parțiale prezentate în 1993. Teoria nu a fost adoptată pe scară largă de restul comunității fizicienilor, care au optat în mare parte pentru abordări de geometrie diferențială, cum ar fi teoria gravitației gauge conexă.

## Fundamentul matematic
Fundamentul GTG provine din două principii. În primul rând, invarianța gauge a poziției impune ca deplasările locale arbitrare ale câmpurilor să nu afecteze conținutul fizic al ecuațiilor de câmp. În al doilea rând, invarianța gauge a rotației impune ca rotațiile locale arbitrare ale câmpurilor să nu afecteze conținutul fizic al ecuațiilor de câmp. Aceste principii conduc la introducerea unei noi perechi de funcții liniare: câmpul gauge de poziție și câmpul gauge de rotație. O deplasare printr-o funcție arbitrară f
{\displaystyle x\mapsto x'=f(x)}
dă naștere câmpului gauge de poziție, definit prin aplicarea pe adjunctul său:
{\displaystyle {\bar {\mathsf {h}}}(a,x)\mapsto {\bar {\mathsf {h}}}'(a,x)={\bar {\mathsf {h}}}(f^{-1}(a),f(x)),}
care este liniar în primul său argument, iar a este un vector constant. În mod similar, o rotație printr-un rotor arbitrar R dă naștere câmpului gauge de rotație:
{\displaystyle {\bar {\mathsf {\Omega }}}(a,x)\mapsto {\bar {\mathsf {\Omega }}}'(a,x)=R{\bar {\mathsf {\Omega }}}(a,x)R^{\dagger }-2a\cdot \nabla RR^{\dagger }.}
Putem defini două derivate direcționale covariante diferite:
{\displaystyle a\cdot D=a\cdot {\bar {\mathsf {h}}}(\nabla )+{\tfrac {1}{2}}{\mathsf {\Omega }}({\mathsf {h}}(a))}
{\displaystyle a\cdot {\mathcal {D}}=a\cdot {\bar {\mathsf {h}}}(\nabla )+{\mathsf {\Omega }}({\mathsf {h}}(a))\times }
sau, cu specificarea unui sistem de coordonate:
{\displaystyle D_{\mu }=\partial _{\mu }+{\tfrac {1}{2}}\Omega _{\mu }}
{\displaystyle {\mathcal {D}}_{\mu }=\partial _{\mu }+\Omega _{\mu }\times ,}
unde × denotă produsul comutator.
Prima dintre aceste derivate este mai bine adaptată pentru a lucra direct cu spinori⁠(d), în timp ce a doua este mai bine adaptată pentru observabile. Analogul GTG al tensorului Riemann este construit din regulile de comutare ale acestor derivate:
{\displaystyle [D_{\mu },D_{\nu }]\psi ={\tfrac {1}{2}}{\mathsf {R}}_{\mu \nu }\psi }
{\displaystyle {\mathcal {R}}(a\wedge b)={\mathsf {R}}({\mathsf {h}}(a\wedge b))}

## Ecuațiile de câmp
Ecuațiile de câmp sunt derivate prin postularea că acțiunea Einstein-Hilbert guvernează evoluția câmpurilor gauge, adică
{\displaystyle S=\int \left[{1 \over 2\kappa }\left({\mathcal {R}}-2\Lambda \right)+{\mathcal {L}}_{\mathrm {M} }\right](\det {\mathsf {h}})^{-1}\,\mathrm {d} ^{4}x.}
Minimizarea variației acțiunii în raport cu cele două câmpuri gauge rezultă în ecuațiile de câmp:
{\displaystyle {\mathcal {G}}(a)-\Lambda a=\kappa {\mathcal {T}}(a)}
{\displaystyle {\mathcal {D}}\wedge {\bar {\mathsf {h}}}(a)=\kappa {\mathcal {S}}\cdot {\bar {\mathsf {h}}}(a),}
unde {\displaystyle {\mathcal {T}}} este tensorul covariant energie-impuls, iar {\displaystyle {\mathcal {S}}} este tensorul covariant de spin. Este important de menționat că aceste ecuații nu oferă o curbură în evoluția spațiu-timpului, ci mai degrabă oferă doar evoluția câmpurilor gauge în cadrul spațiu-timpului plat.

## Relația cu relativitatea generală
Pentru cei familiarizați cu relativitatea generală, este posibil să definim un tensor metric din câmpul gauge de poziție într-un mod similar cu tetradele. În formalismul tetradic, se introduc un set de patru vectori {\displaystyle \{{e_{(a)}}^{\mu }\}}. Indicele grec μ este ridicat sau coborât prin înmulțirea și contracția cu tensorul metric al spațiu-timpului. Indicele latin între paranteze (a) este o etichetă pentru fiecare dintre cele patru tetrade, care este ridicat și coborât ca și cum ar fi înmulțit și contractat cu un tensor metric Minkowski separat. GTG inversează rolurile acestor indici. Metrica este implicit presupusă a fi Minkowski în selecția algebrei spațiu-timp. Informațiile conținute în celălalt set de indici sunt subordonate comportamentului câmpurilor gauge.
Putem face asocierile:
{\displaystyle g_{\mu }={\mathsf {h}}^{-1}(e_{\mu })}
{\displaystyle g^{\mu }={\bar {\mathsf {h}}}(e^{\mu })}
pentru un vector covariant și un vector contravariant într-un spațiu-timp curbat, unde vectorii unitate {\displaystyle \{e_{\mu }\}} sunt baza de coordonate aleasă. Acestea pot defini metrica folosind regula:
{\displaystyle g_{\mu \nu }=g_{\mu }\cdot g_{\nu }.}
Urmând această procedură, este posibil să se arate că, în cea mai mare parte, predicțiile observabile ale GTG sunt conforme cu teoria Einstein–Cartan–Sciama–Kibble pentru spinuri nenule și se reduc la relativitatea generală pentru spinuri nule. Totuși, GTG face predicții diferite despre soluțiile globale. De exemplu, în studiul unui punct material, alegerea unei „metrice newtoniene” oferă o soluție similară cu metrica Schwarzschild în coordonatele Gullstrand–Painlevé. Relativitatea generală permite o extensie cunoscută sub numele de coordonatele Kruskal-Szekeres. GTG, pe de altă parte, interzice orice astfel de extensie.